# Sistema di riferimento del centro di massa
Nella dinamica dei sistemi di punti materiali si definisce sistema di riferimento del centro di massa un sistema di riferimento con le seguenti caratteristiche:
- L'origine degli assi si trova  nel centro di massa.
- Gli assi sono sempre paralleli rispetto a quelli di un sistema di riferimento inerziale.
- E' un sistema di riferimento inerziale solo se la risultante delle forze esterne è nulla.

Il moto del sistema di riferimento del centro di massa è solo traslatorio, solo se l'accelerazione del centro di massa è nulla il moto è semplicemente  rettilineo uniforme. Nello studio dell'urto in cui le forze impulsive interne rendono trascurabili le forze esterne il sistema di riferimento del centro di massa si considera un sistema inerziale.

## Proprietà in meccanica classica
Se indichiamo con un apice le grandezze relative al sistema di riferimento del centro di massa e senza indice quelle del sistema inerziale parallelo,  avremo che per il generico elemento del sistema di punti materiali, la relazione tra le coordinate nel sistema inerziale e quella del centro di massa è:
{\displaystyle {\vec {r}}_{i}={\vec {r}}'_{i}+{\vec {r}}_{c}}
Il pedice c si riferisce al centro di massa.
Ma anche:
{\displaystyle {\vec {v}}_{i}={\vec {v}}'_{i}+{\vec {v}}_{c}}
Ovviamente {\displaystyle {\vec {r}}'_{c}=0} e {\displaystyle {\vec {v}}'_{c}=0}
Quindi essendo l'espressione della velocità del centro di massa (l'espressione è valida in qualsiasi sistema di riferimento):
{\displaystyle {\vec {v}}'_{c}={\frac {\sum m_{i}{\vec {v}}'_{i}}{\sum m_{i}}}}
Di conseguenza:
{\displaystyle \sum m_{i}{\vec {v}}'_{i}=0}
Quindi la quantità di moto totale è nulla nel sistema di riferimento del centro di massa, anche se le quantità di moto dei singoli elementi {\displaystyle m_{i}{\vec {v}}'_{i}} sono in generale diversi da 0.
L'energia totale del sistema di riferimento del centro di massa sempre minore rispetto a quella di qualunque altro sistema di riferimento inerziale.

### Dimostrazione
Consideriamo un sistema inerziale qualsiasi e il sistema del centro di massa ad esso associato. L'energia cinetica nel sistema inerziale  è dato da:
{\displaystyle E_{k}={\frac {1}{2}}\sum m_{i}({\vec {v}}'_{i}+{\vec {v}}_{c})^{2}={\frac {1}{2}}\sum m_{i}{v'_{i}}^{2}+{\frac {1}{2}}v_{c}^{2}\sum m_{i}+{\vec {v}}_{c}\cdot \sum m_{i}{\vec {v}}'_{i}}
L'ultimo termine è nullo essendo la quantità di moto totale nel sistema di riferimento del centro di massa. Quindi
la relazione in forma più compatta è:
{\displaystyle E_{k}=E'_{k}+E_{kc}}
Relazione nota anche come secondo teorema di König.
Avendo definito  l'energia cinetica  dovuta al moto del centro di massa {\displaystyle E_{kc}={\frac {1}{2}}v_{c}^{2}\sum m_{i}}, .
Quindi:
{\displaystyle E'_{k}=E_{k}-E_{kc}}
Essendo {\displaystyle E_{kc}\geq 0} si ha che sempre {\displaystyle E'_{k}\leq E_{k}} come si  voleva dimostrare.

### Esempio del sistema di due punti materiali
Immaginiamo di avere di punti materiale di massa {\displaystyle m_{1}} ed {\displaystyle m_{2}}, velocità nel sistema inerziale {\displaystyle {\vec {v}}_{1}} e {\displaystyle {\vec {v}}_{2}}, la velocità del centro di massa sarà:
{\displaystyle {\vec {v}}_{c}={\frac {m_{1}{\vec {v}}_{1}+m_{2}{\vec {v}}_{2}}{m_{1}+m_{2}}}}
quindi:
{\displaystyle {\vec {v}}'_{1}={\vec {v}}_{1}-{\vec {v}}_{c}={\vec {v}}_{1}-{\frac {m_{1}{\vec {v}}_{1}+m_{2}{\vec {v}}_{2}}{m_{1}+m_{2}}}={\frac {m_{2}({\vec {v}}_{1}-{\vec {v}}_{2})}{m_{1}+m_{2}}}}
{\displaystyle {\vec {v}}'_{2}={\vec {v}}_{2}-{\vec {v}}_{c}={\vec {v}}_{2}-{\frac {m_{1}{\vec {v}}_{1}+m_{2}{\vec {v}}_{2}}{m_{1}+m_{2}}}={\frac {m_{1}({\vec {v}}_{2}-{\vec {v}}_{1})}{m_{1}+m_{2}}}}
Quindi le quantità di moto valgono:
{\displaystyle {\vec {p}}'_{1}={\frac {m_{1}m_{2}({\vec {v}}_{1}-{\vec {v}}_{2})}{m_{1}+m_{2}}}}
{\displaystyle {\vec {p}}'_{2}={\frac {m_{1}m_{2}({\vec {v}}_{2}-{\vec {v}}_{1})}{m_{1}+m_{2}}}}
Cioè {\displaystyle {\vec {p}}'_{1}=-{\vec {p}}'_{2}}, e quindi la quantità di moto totale è nulla.

## Proprietà meccaniche in relatività speciale
In relatività speciale, il sistema di riferimento del sistema del centro di massa può essere definito se la massa non è nulla.  In questo caso l'energia totale del sistema è l'energia a riposo del sistema, e questa quantità (se divisa per il fattore c2) restituisce la massa a riposo del sistema. 
{\displaystyle m_{0}={\frac {E_{0}}{c^{2}}}.}
avendo indicato con {\displaystyle c} la velocità della luce.
Sistemi che hanno energia diversa da zero ma massa a riposo nulla (come fotoni che si muovono in un'unica direzione, o similmente,  onde elettromagnetiche piane) non possiedono un sistema di riferimento del centro di massa, perché non esiste alcun sistema di riferimento nel quale l'impulso totale è nullo. A causa dell'invarianza della velocità della luce, questi sistemi privi di massa devono viaggiare alla velocità della luce in ogni sistema di riferimento inerziale, e quindi la quantità di moto è pari a rapporto tra l'Energia e la velocità della luce: '
{\displaystyle p={\frac {E}{c}}}